# Сульфит родия(III)
Сульфит родия(III) — неорганическое соединение,
соль родия и сернистой кислоты
с формулой Rh2(SO3)3,
растворяется в воде,
образует кристаллогидрат — жёлтые кристаллы.

## Получение
- Растворение свежеосаждённого оксида родия(III) в сернистой кислоте:

{\displaystyle {\mathsf {Rh_{2}O_{3}+3H_{2}SO_{3}\ {\xrightarrow {}}\ Rh_{2}(SO_{3})_{3}+3H_{2}O}}}

## Физические свойства
Сульфит родия(III) образует кристаллогидрат состава Rh2(SO4)3•6H2O — жёлтые кристаллы.
Растворяется в воде,
не растворяется в этаноле.

## Химические свойства
- Разлагается при нагревании:

{\displaystyle {\mathsf {Rh_{2}(SO_{3})_{3}\ {\xrightarrow {T}}\ Rh_{2}O_{3}+3SO_{2}\uparrow }}}